# 護道
護道（ごどう）とは廣木道心が日本で創始した自他護身（自他共に傷つけない護身技術）を旨とする武道の流派および団体。護道には護身のための格技法とは別に、その術理を応用したハンディのある方の介助や介護に役立てるための支援介助法がある。

## 概要
護道の名称は「自他共に護る道」という意味を表している。
武道家である廣木道心がライフワークとして取り組んできた障がい児・者の自傷行為、他傷行為の際の介助のための誘導法の研究を通じて、自他共に傷つけない「自他護身」の発想が生まれたことに端を発している。
自他護身の理念をもとに研鑽を続ける中で、現代における自衛のための武術・護身術としても「相手を傷つけても自分の身を護ることができたらよい」という従来の武道・護身術の捉え方では過剰防衛の問題等があり、対応が困難であると判断し、現代社会に適した護身術の必要性を感じて「相手も傷つけず、自分も傷つかない」術理として新たに創出された武道である。